# Ґоґолевко (Поморське воєводство)
Ґоґолевко (пол. Gogolewko) — село в Польщі, у гміні Дембниця-Кашубська Слупського повіту Поморського воєводства.
Населення — 156 осіб (2011).
У 1975-1998 роках село належало до Слупського воєводства.

## Демографія
Демографічна структура станом на 31 березня 2011 року:
|          | Загалом | Допрацездатний вік | Працездатний вік | Постпрацездатний вік |
| -------- | ------- | ------------------ | ---------------- | -------------------- |
| Чоловіки | 81      | 10                 | 65               | 6                    |
| Жінки    | 75      | 21                 | 40               | 14                   |
| Разом    | 156     | 31                 | 105              | 20                   |